# Araeolaimus longicauda
Araeolaimus longicauda är en rundmaskart. Araeolaimus longicauda ingår i släktet Araeolaimus, och familjen Axonolaimidae. Arten är reproducerande i Sverige.